# Hotel Arts
L'Hotel Arts és un dels edificis més emblemàtics de la Barcelona de final del segle xx. Fou aixecat entre 1988 i 1992 a l'entrada del Port Olímpic que es construí amb motiu dels Jocs Olímpics de 1992 i presideix aquella àrea de la ciutat juntament amb la veïna Torre Mapfre, que té la mateixa alçada. Tots dos edificis són els més alts de Barcelona i de Catalunya.
Aquesta torre de vidre de colors verds i grisos, envoltada d'una estructura de ferro de color blanc, fou dissenyada per l'estudi d'arquitectura Skidmore, Owings and Merrill (SOM) i acull un luxós hotel de cinc estrelles que va obrir les portes el 1994. Integra també 27 apartaments de luxe, tots dúplex, d'una, dues o tres habitacions, que ocupen les nou últimes plantes. Al punt més alt de la torre hi ha instal·lada una càmera de Televisió de Catalunya.
El gran peix metàl·lic daurat, obra de Frank O. Gehry, és un altre dels elements emblemàtics de l'entorn d'aquest edifici de 43 plantes i 154 metres d'alçada.

## Història
Contràriament a la creença popular, no es va construir per donar servei als Jocs Olímpics d'estiu de 1992, encara que formava part dels grans canvis que va patir la ciutat per a preparar els Jocs. L'hotel es va obrir com un edifici de deu pisos l'any 1992, després es va tancar per acabar-ne construcció.
La torre es va acabar l'any 1994 i és un exemple d'arquitectura d'alta tecnologia. Té 154 metres d'alçada i va ser dissenyat per Skidmore, Owings & Merrill amb l'arquitecte colombià i peruà Bruce Graham com a soci a càrrec. L'equip de disseny va ser dirigit per l'arquitecte superior Miguel Ruano, amb el doctor Agustí Obiol com a arquitecte local de registre.

## Descripció
L'Hotel Arts està situat a la riba del mar Mediterrani, la seva piscina està envoltada de jardins i ofereix als hostes l'oportunitat de prendre el sol al costat d'una de les peces d'art públic contemporani més famoses de Barcelona: una escultura monumental semblant a un peix daurat de Frank Gehry, que va ser creat per als Jocs del '92.